# Autokephale orthodoxe Kirche von Albanien

Altes Signet der albanisch-orthodoxen Kirche

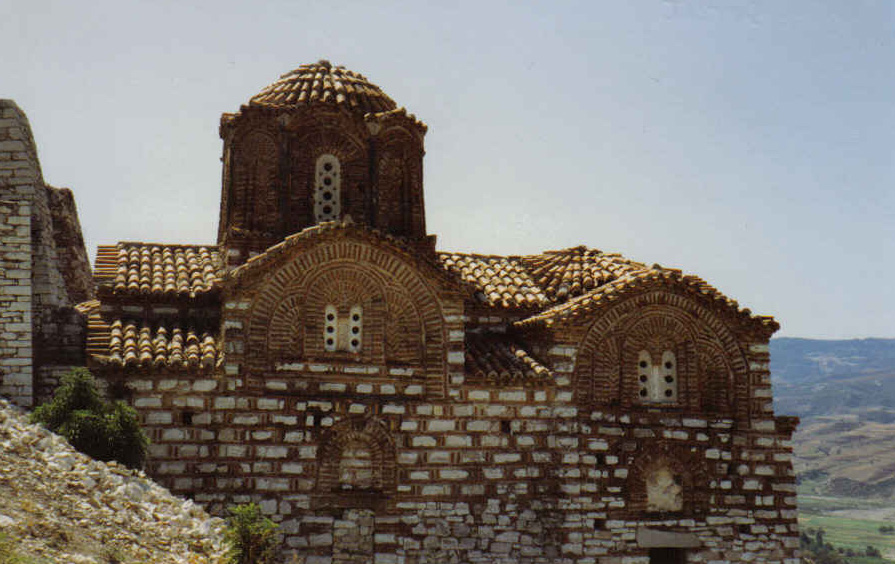
Byzantinische Hl.-Dreieinigkeitskirche auf dem Burgberg von Berat (1993)

Die Autokephale Orthodoxe Kirche von Albanien (albanisch Kisha Orthodhokse Autoqefale e Shqipërisë) ist eine autokephale orthodoxe Kirche auf dem Gebiet der Republik Albanien. Sie umfasst das Erzbistum Tirana-Durrës mit den Eparchien (Bistümern) Berat, Gjirokastra und Korça.
Die orthodoxen Christen des Landes leben hauptsächlich im Süden sowie in den Großstädten Tirana und Durrës. Liturgiesprache ist das Albanische. In der Gegend von Saranda im Süden des Landes finden auch Gottesdienste in griechischer Sprache statt.
Über die Zahl der Kirchenmitglieder liegen nur sehr unsichere Angaben vor. Sie schwanken zwischen 160.000 und 420.000. Die Volkszählung vom Jahr 2011 ergab für die christlich-orthodoxe Anhängerzahl in Albanien rund 190.000, was 6,75 % der Bevölkerung sind. Vor dem Religionsverbot, das die albanischen Kommunisten 1967 erließen, waren etwa 20 Prozent der Bevölkerung orthodox. Oberhaupt der albanischen Orthodoxie ist seit 2025 der Metropolit Joan Pelushi, Erzbischof von Albanien.
Etwa 15.000 Albaner in den USA sind seit 1950 in zwei Diözesen organisiert, von denen eine direkt dem Ökumenischen Patriarchen untersteht, während die andere zur Orthodoxen Kirche in Amerika gehört.

## Geschichte

### Antike und Mittelalter
Das Christentum verbreitete sich früh im Gebiet des heutigen Albanien. Durrës (griech. Dyrrachion Δυρράχιον) gilt als einer der ältesten Bischofssitze der Welt. Nach der kirchlichen Tradition hat der Apostel Paulus das Christentum bis nach Illyrien gebracht (Röm 15,19 ) Der heilige Astios war an der Wende vom 1. zum 2. Jahrhundert Bischof der Gemeinde von Dyrrachion und erlitt unter Kaiser Trajan (98–117) das Martyrium.

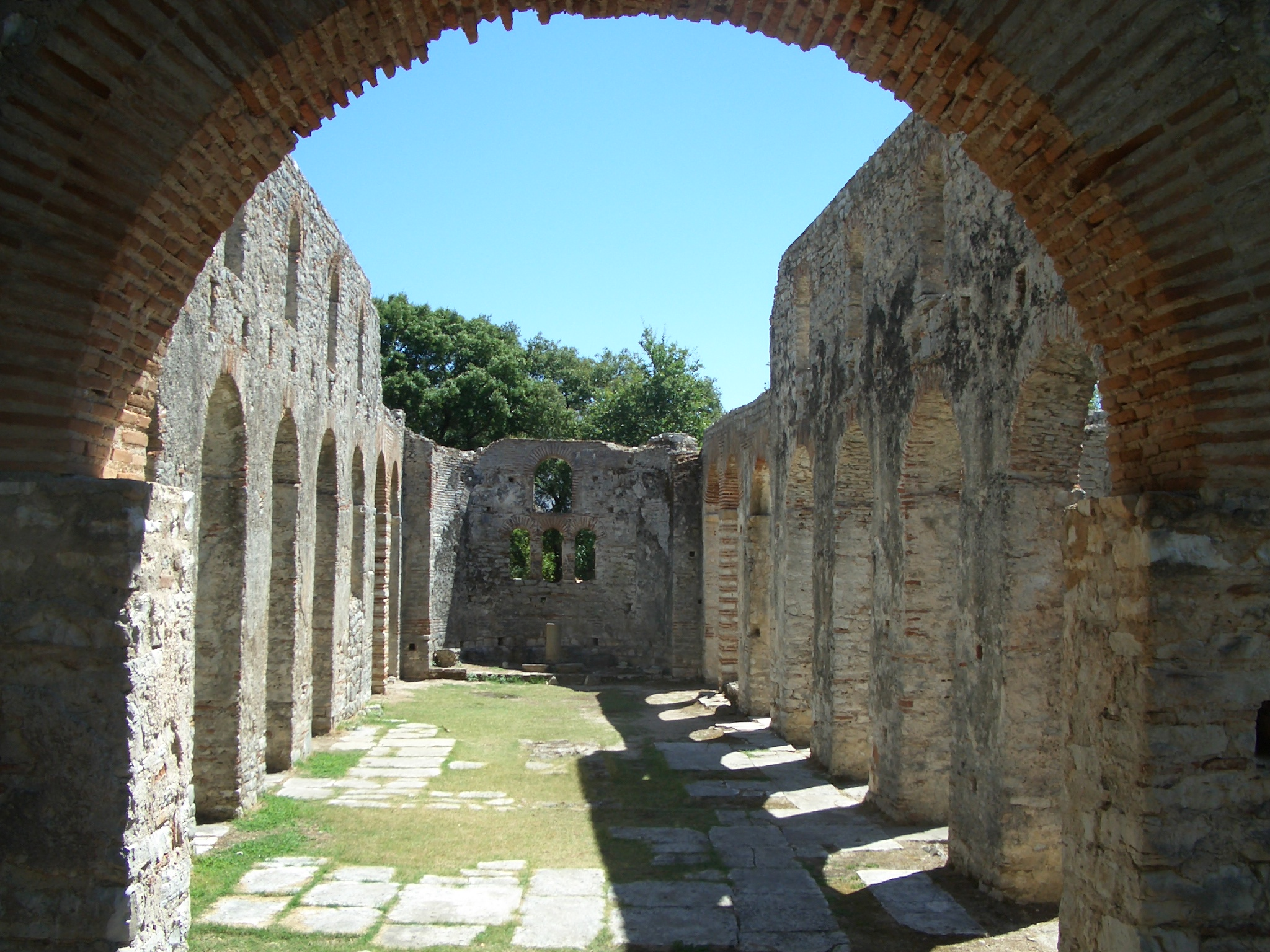
Frühchristliche Basilika in Butrint

Die albanischen Gebiete liegen an der Nahtstelle zwischen Ost- und Westrom und damit auch an der Grenze zwischen griechischer und lateinischer Kirche. Das Konzil von Nizäa unterstellte ganz Illyrien 325 dem römischen Patriarchat. 431 nahm Eucarius, der Erzbischof von Durrës, am Konzil von Ephesos teil. Durch die römische Reichsteilung kam der größere südliche Teil des Landes mehr und mehr in den Einflussbereich der byzantinischen Kirchenpolitik, wiewohl die Metropole Durrës offiziell noch bis in das 8. Jahrhundert dem römischen Patriarchat unterstand. Die Liturgie im Illyrien jener Tage war byzantinisch geprägt. Nur in der nördlich gelegenen Praevalitana war der römische Einfluss größer; dieses Gebiet war später der lateinischen Kirchenprovinz von Bar zugeordnet.
Im Jahr 731 löste der ikonoklastisch gesinnte Kaiser Leo III. die Metropole Durrës von Rom und unterstellte sie dem Patriarchen von Konstantinopel. Während der Regierung Leos VI. (886–912) werden in byzantinischen Quellen 15 Bischofssitze für den Sprengel Durrës genannt.
927 musste das Byzantinische Reich das bulgarische Patriarchat anerkennen, und die meisten Bistümer im Inneren Albaniens kamen unter dessen Kontrolle. Durrës wurde aber weiterhin vom Ökumenischen Patriarchat in Konstantinopel kontrolliert. 1018 endete diese Epoche mit der Zerschlagung des Bulgarischen Reiches durch die Byzantiner. Ein Teil der orthodoxen Bistümer im Süden des heutigen Albanien, so zum Beispiel Butrint und Berat, blieben jedoch dem autokephalen Erzbistum von Ohrid unterstellt.
Das große Schisma von 1054 wirkte sich erst nach und nach in Albanien aus. Die Einheit der Metropolie Durrës blieb vorerst erhalten. Die endgültige Trennung mit konkurrierenden Hierarchien erfolgte im Laufe des 13. Jahrhunderts.

### Osmanische Zeit

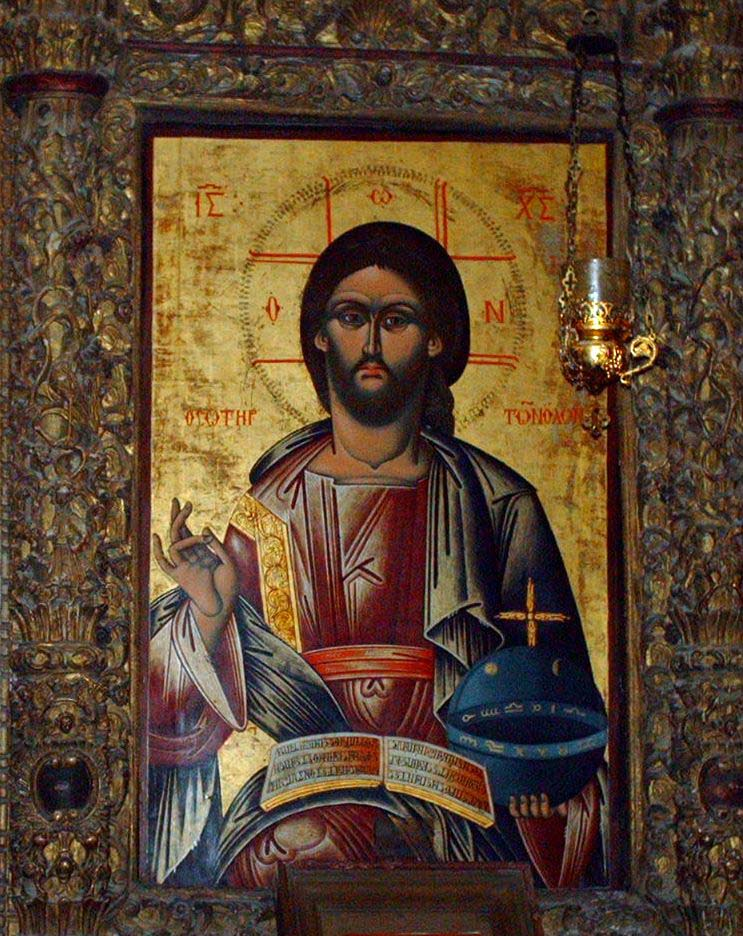
Christus-Ikone aus Labova e Kryqit (18. Jahrhundert)

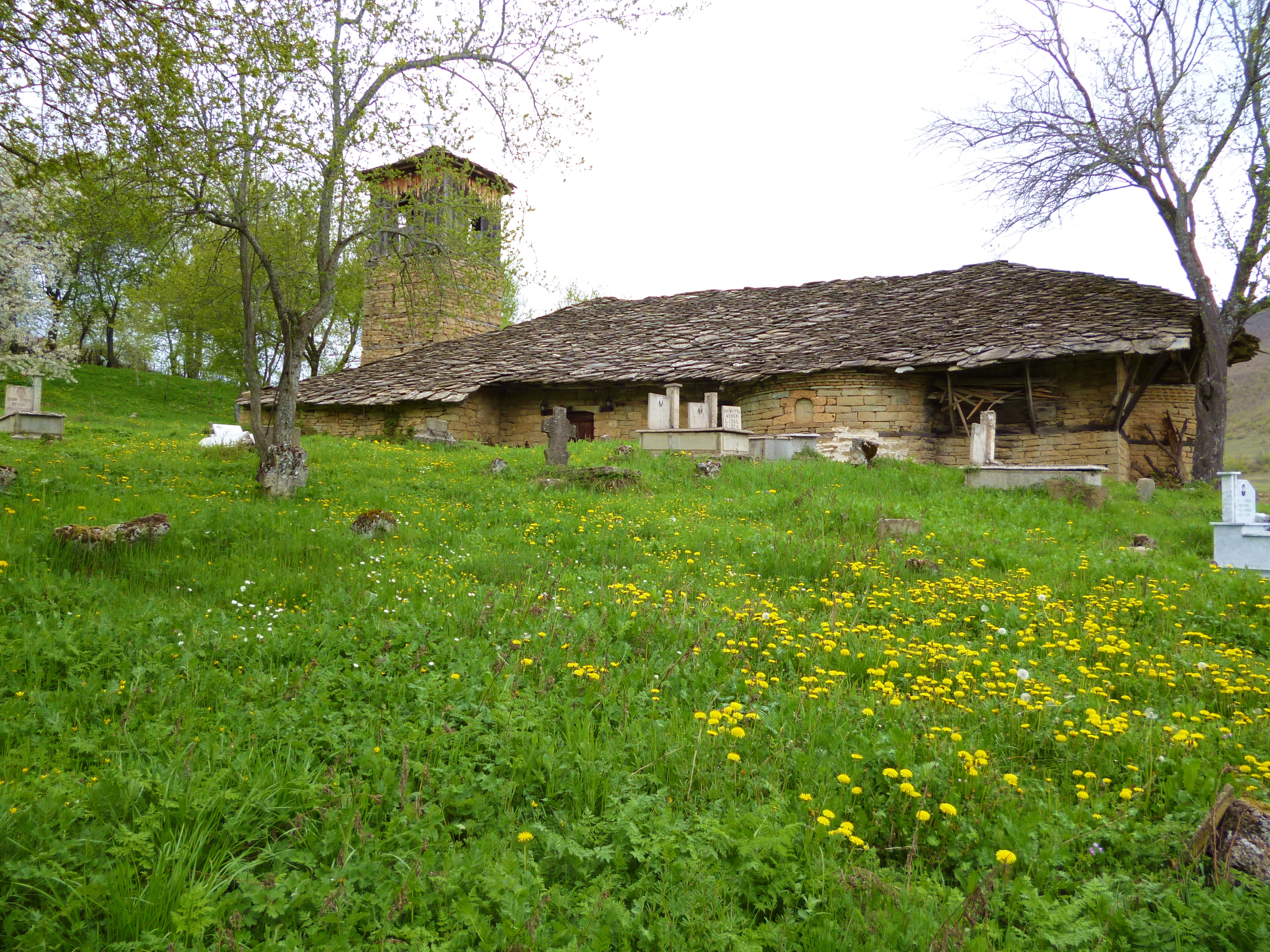
Marienkirche von Niça aus dem 18. Jahrhundert in der Region Pogradec

Nach der osmanischen Eroberung Albaniens kam im 15. Jahrhundert der Islam als dritte Religion der Albaner hinzu. Die Muslime waren bald die Mehrheit unter den Albanern. Die Osmanen unterstellten alle orthodoxen Diözesen Albaniens dem autokephalen Erzbistum von Ohrid, das von ihnen lange Zeit protegiert wurde. Wegen des türkischen Drucks wanderten im 15. und 16. Jahrhundert viele Christen aus Südalbanien nach Süditalien aus und gründeten dort eigene Kirchgemeinden. Im Land selbst machte sich aber im 17. Jahrhundert eine Renaissance der orthodoxen Kirche bemerkbar, die anders als die katholische Kirche nicht von den Türken verfolgt wurde. Viele verfallene Kirchen wurden wiederhergestellt. Zuletzt wurde 1797 die Kathedrale von Berat neu aufgebaut.
Anfang des 17. Jahrhunderts wurde die Metropolie von Korça begründet, der die Bischöfe von Kolonia, Deabolis (Devoll) und Selasphoro (Sevdas) unterstanden. Damit wurde wohl dem Erstarken der orthodoxen Kirche in der Region um Korça und Voskopoja Rechnung getragen. Mit der Aufhebung der Autokephalie Ohrids durch den Sultan kehrten die orthodoxen Albaner 1766 unter die Jurisdiktion des ökumenischen Patriarchats zurück.
Die orthodoxen Christen auf dem Gebiet des heutigen albanischen Staats waren noch im 19. Jahrhundert eng mit der griechischen Kirche verbunden. Der Klerus war zum großen Teil griechischer Nationalität und im Gegensatz zu den Muslimen und Katholiken gab es unter den Orthodoxen viele Angehörige nationaler Minderheiten, in erster Linie Griechen, aber auch Aromunen und Mazedonier. Während die muslimischen und katholischen Albaner zeitweise in der albanischen Nationalbewegung Rilindja (dt.: Wiedergeburt) zusammenarbeiteten, die 1912 die Unabhängigkeit Albaniens erreichte, wollte die Mehrheit des orthodoxen Klerus eine Vereinigung Südalbaniens mit Griechenland herbeiführen. Gleichwohl war es ein orthodoxer Christ, Kostandin Kristoforidhi (1827–1895), der als Erster große Teile der Bibel ins Albanische übersetzte. Von ihm stammt die erste vollständige Übertragung des Neuen Testaments und der Psalmen.
Ende des 19. Jahrhunderts gab es auf dem Gebiet des heutigen Albanien sechs orthodoxe Bischofssitze (Durrës, Elbasan, Berat, Korça, Gjirokastra und Kolonja), die alle dem Ökumenischen Patriarchen in Konstantinopel unterstanden und sämtlich mit griechischen Amtsträgern besetzt waren.

### 20. Jahrhundert

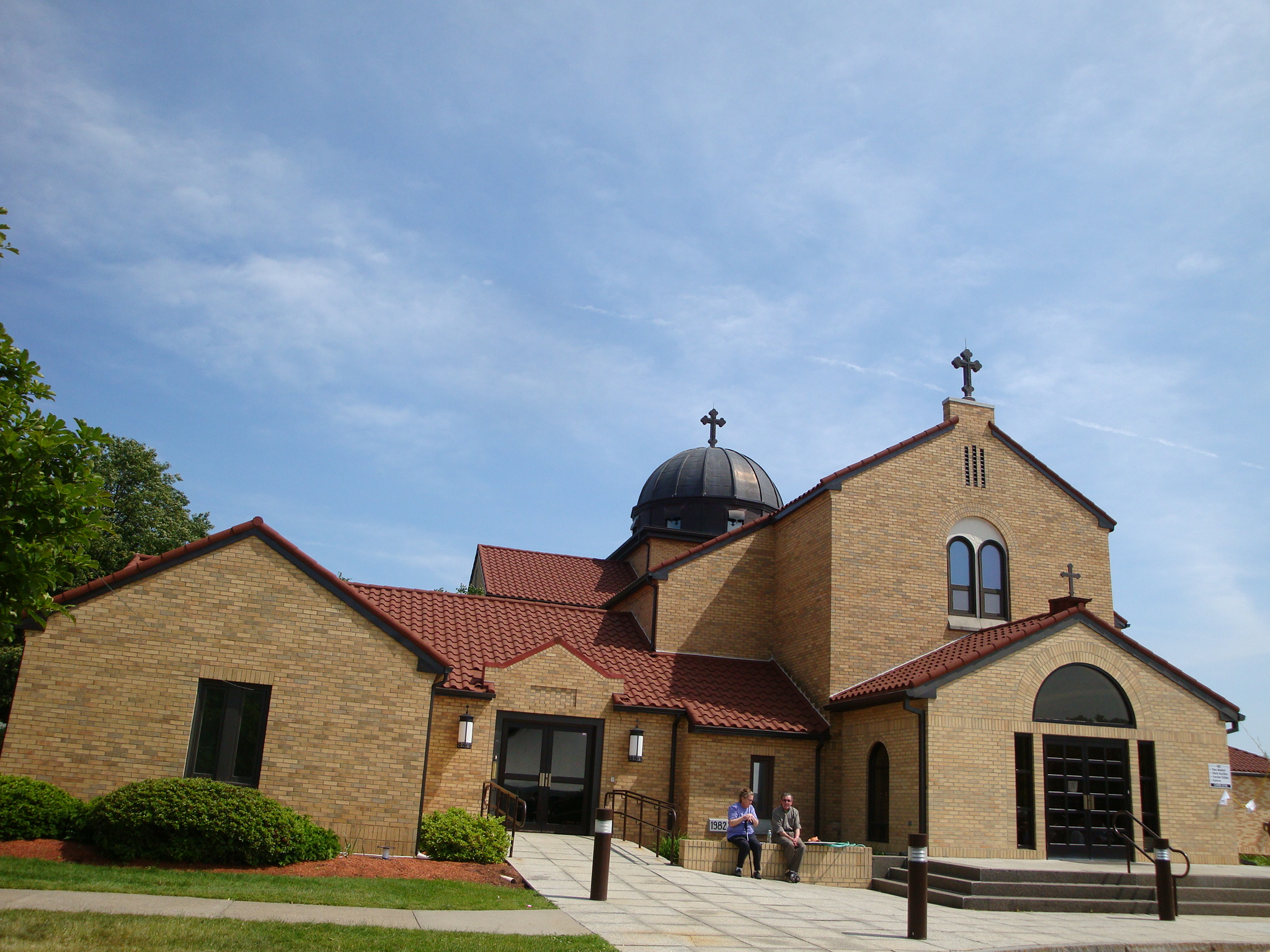
Albanische orthodoxe Kirche in Worcester (Massachusetts), USA

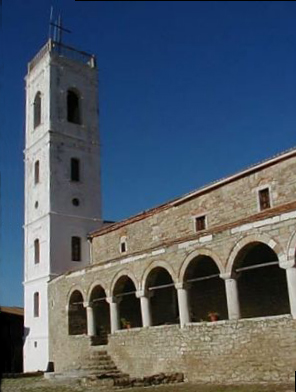
Kloster Ardenica

Erste Anfänge einer unabhängigen albanischen Kirchenorganisation in den USA entstanden unter dortigen albanischen Einwanderern. Sie fühlten sich in den orthodoxen Gemeinden Amerikas von den dominierenden Griechen unterdrückt. Im Jahr 1908 wurde der spätere Bischof von Korça, Fan Noli, von Platon, dem russisch-orthodoxen Erzbischof von New York City, zum Priester geweiht. Im selben Jahr feierte Fan Noli in Boston erstmals die Liturgie in albanischer Sprache. 1919 wurde Noli zum Bischof der Albanisch-Orthodoxen Kirche in Amerika, die eine eigenständige Diözese unter dem Ökumenischen Patriarchen bildete, ernannt. Mit den Balkankriegen 1912/13 begann die griechisch-albanische Auseinandersetzung um die Region Epirus. Die griechischen Bischöfe der Region ergriffen Partei für ihre Nation, wodurch sie sich dem albanischsprachigen Teil ihres Kirchenvolks entfremdeten.
Nach dem Ersten Weltkrieg bekamen nationalalbanische Ansichten innerhalb der orthodoxen Kirche eine größere Bedeutung und es entstand eine Bewegung, die sich um die Lösung der albanischen Eparchien von der griechischen Kirche bemühten. Vorläufig verhinderten aber die Ökumenischen Patriarchen Gregorios VII. und Konstantin VI. die Entstehung einer autokephalen albanisch-orthodoxen Kirche, die auch der albanische Staat anstrebte. 1921 wurden die vier griechischstämmigen Bischöfe des Landes verwiesen. Die Gründe dafür waren politisch, aber auch das Festhalten an der griechischen Liturgiesprache wurde ihnen zur Last gelegt. Eine Versammlung von Klerikern und Laien in Berat führte im September 1922 Albanisch als Liturgiesprache ein. 1929 erklärte sich die albanisch-orthodoxe Kirche einseitig für autokephal und ernannte den Archimandriten Bessarion Juvani zu ihrem Metropoliten. Weitere griechische Priester und der Vertreter des Ökumenischen Patriarchen wurden ausgewiesen, nachdem Konstantinopel alle albanischen Bischöfe für abgesetzt erklärt hatte. Erst 1937 kam es zur offiziellen Anerkennung der albanischen Autokephalie durch Patriarch Benjamin. Im selben Jahr wurde ein Priesterseminar in Korça eingerichtet.
Die italienische Besatzungsmacht versuchte, die albanische Orthodoxie während des Zweiten Weltkriegs zum Anschluss an die katholische Kirche zu bewegen. Sie sollte sich mit den unierten Italo-Albanischen Bistümern vereinigen. Die Orthodoxen widerstanden dem politischen Druck, bis die italienische Herrschaft in Albanien 1943 zusammenbrach. Zu dieser Zeit umfasste der albanische Klerus etwa 440 Gemeinde- und Ordenspriester.
Mit der Machtübernahme der Kommunisten unter Enver Hoxha 1944 wurde die Kirche erneut unterdrückt. Die Orthodoxen glaubten zu dieser Zeit noch, sich auf irgendeine Weise mit dem neuen Regime arrangieren zu können. Spätestens als die Kommunisten im Jahr 1949 Erzbischof Kristofor Kisi absetzten, erwies sich diese Annahme als Illusion. Die albanische Regierung ließ dann Paisios Vodica zum neuen Oberhaupt der Kirche wählen. Das Patriarchat von Konstantinopel erkannte diesen Eingriff in die kirchliche Autonomie erst nach dem Tod Kisis 1958 an. Schon in den 1950er Jahren nahm der Druck des Regimes auf die orthodoxe Kirche immer mehr zu. Eine Kirche nach der anderen wurde durch die Behörden geschlossen, Gottesdienste und die Spendung der Sakramente immer häufiger verhindert, Priester inhaftiert. Der 1966 gewählte Erzbischof Damian Kokonesi wurde schon ein Jahr nach seinem Amtsantritt verhaftet und starb im November 1973 achtzigjährig im Gefängnis.
Als Albanien 1967 zum atheistischen Staat erklärt wurde, waren die kirchliche Hierarchie und die Institutionen der Orthodoxie praktisch schon zerschlagen. Nun wurden die verbliebenen Kirchen geschlossen, und die letzten noch in Freiheit lebenden Priester kamen ins Gefängnis. Viele saßen im Lager Borsh an der Küste des Ionischen Meeres ein.
Nach dem Sturz des kommunistischen Regimes können seit dem Herbst 1990 wieder öffentliche orthodoxe Gottesdienste zelebriert werden.

## Gegenwart

### Wiedererrichtung der Hierarchie
Der institutionelle Neuanfang begann im Juli 1991 durch die Ankunft von Anastasios Yannoulatos, damals Bischof von Nairobi. Als Abgesandter des ökumenischen Patriarchats erkundete er, was von der albanischen Kirche übrig geblieben war. Von den 440 Priestern, die es 60 Jahre zuvor gegeben hatte, lebten noch 22. Alle waren alt und gebrechlich.
Bischof Anastasios berief im August 1991 eine Kirchenversammlung ein, auf der Priester und Laien aus allen albanischen Diözesen über den Wiederaufbau der Kirche berieten. Noch im gleichen Jahr wurde Yannoulatos vom ökumenischen Patriarchen und mit dem Einverständnis der Synode im Phanar sowie des Klerus und der orthodoxen Bevölkerung Albaniens zum Erzbischof von ganz Albanien ernannt. Auch die Regierung akzeptierte die Ernennung. Im Juli 1992 trat der neue Metropolit sein Amt an. Die Wahl eines Griechen zum Metropoliten war eine Übergangslösung, da es nach den Verfolgungsjahren unter den Kommunisten keinen qualifizierten Albaner für das Amt gab.
Die geistliche Leitung der Kirche obliegt dem Erzbischof gemeinsam mit der Bischofssynode. Daneben gibt es den gemischten Kirchenrat, der aus Geistlichen und Laien besteht und für ökonomische und administrative Fragen zuständig ist. Rechtliche Grundlage für die kirchlichen Gremien ist das Statut von 1950, das 1993 von der zweiten allgemeinen Kirchenversammlung ergänzt und den modernen Erfordernissen angepasst wurde.
1997/98 gab es innerhalb der Kirche Unstimmigkeiten, weil damals noch alle albanischen Bistümer durch vom Patriarchen eingesetzte griechischstämmige Bischöfe geleitet wurden und Albaner im Episkopat überhaupt nicht vertreten waren. Auch die Regierung unterstützte die Forderung, einheimische Bischöfe zu ernennen. Im Juli 1998 kam man zu einer Lösung: Mit Zustimmung des Patriarchats von Konstantinopel verzichteten zwei der griechischen Bischöfe auf ihr Amt, einer der beiden, Ignatios, bekam stattdessen die Eparchie Berat verliehen. Zwei Albaner wurden zu Bischöfen geweiht: Archimandrit John Pelushi wurde Metropolit von Korça, Kosma Qirjo erhielt den Titel eines Bischofs von Apollonia. Gemeinsam mit Erzbischof Anastasios Yannoulatos bildeten diese drei Hierarchen nun den Heiligen Synod der albanischen Kirche.
Im November 1998 besuchte der Ökumenische Patriarch Bartholomäus zum ersten Mal die Diözesen des Landes.
2006 wurden drei neue Bischöfe geweiht: Dhimitri Sinaiti für Gjirokastra, Nikolla Hyka folgte dem 2000 verstorbenen Kosma Qirjo als Titularbischof von Apollonia und Andon Merdani erhielt den Titel eines Bischofs von Kruja. Seitdem hat der Heilige Synod der albanischen Kirche sechs Mitglieder. Im November des gleichen Jahres nahm der Synod ein neues Statut an. Am 12. April 2007 beging die Kirche den 70. Jahrestag der Verleihung der Autokephalie in Tirana mit einem Gottesdienst.

### Verbreitung der Orthodoxen

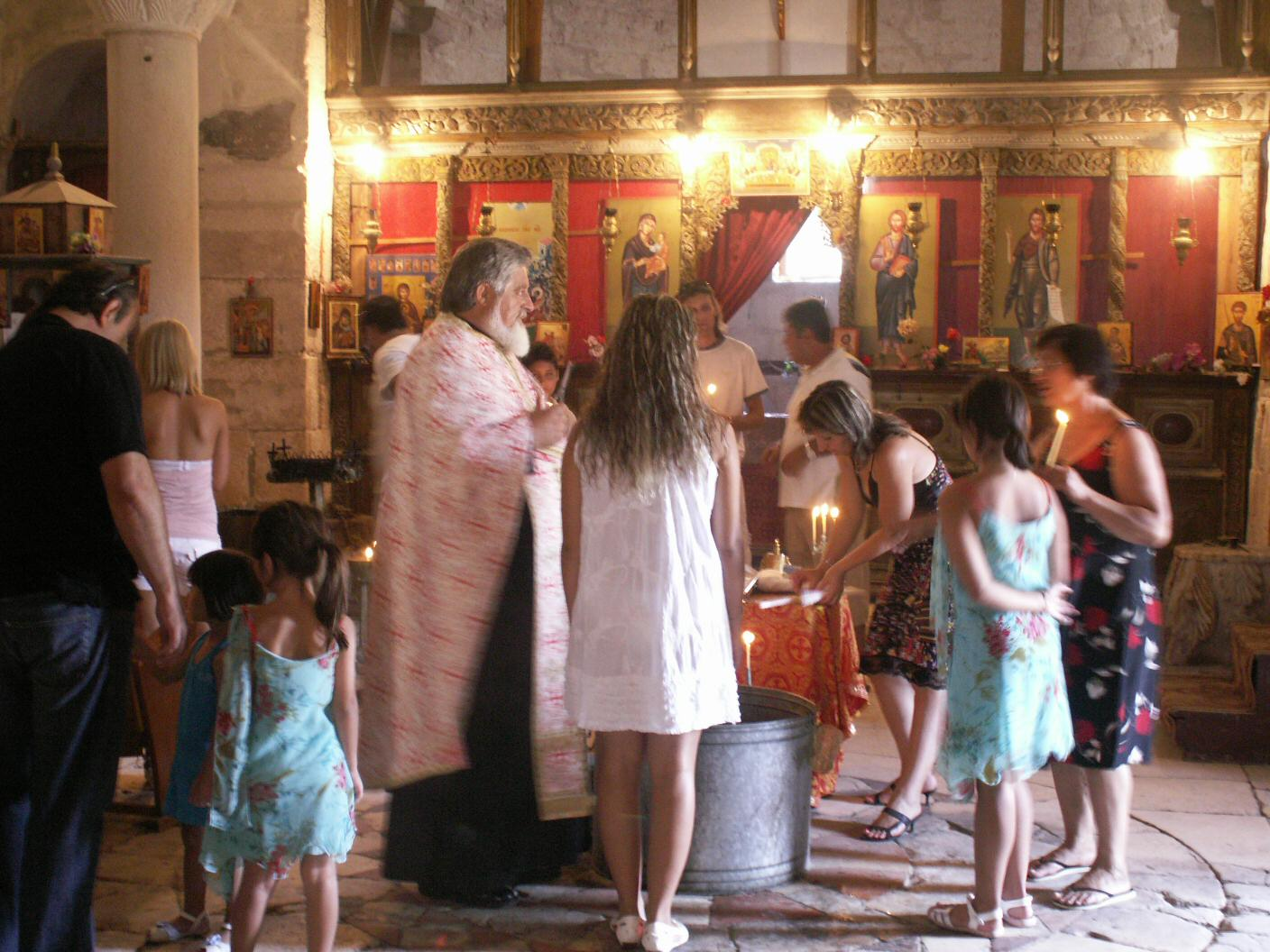
Gottesdienst in Apollonia

Bis Mitte des 20. Jahrhunderts lebten die orthodoxen Christen Albaniens zum größten Teil in der südlichen Hälfte des Landes. Das Einzugsgebiet der orthodoxen Kirche begann im Norden etwa am Fluss Shkumbin. Daran hat sich bis heute wenig geändert. Fast alle orthodoxen Albaner sind Tosken. Das schlug sich auch in der Liturgie nieder, deren Texte im toskischen Dialekt verfasst wurden. Durch die Binnenmigration der letzten Jahrzehnte hat vor allem in Tirana die orthodoxe Gemeinde starken Zuwachs erfahren. In einigen größeren Städten Nordalbaniens wie Kruja, Laç, Shkodra und Lezha entstanden ebenfalls Gemeinden.
Selbst in ihren angestammten Gebieten sind die Orthodoxen schon seit dem 17. Jahrhundert fast überall in der Minderheit. Die Mehrheit der Albaner sind Muslime. Nur in einigen meist recht abgelegenen Orten dominiert die orthodoxe Bevölkerung, so zum Beispiel in Himara, Saranda, Labova e Kryqit oder Voskopoja.
Die in Südalbanien beheimateten ethnischen Minderheiten – die Griechen in der Gegend von Saranda, die Mazedonier am Prespasee und die verstreut siedelnden Aromunen – sind durchweg orthodox. Angehörige dieser Ethnien, die in früheren Jahrhunderten zum Islam konvertierten, haben sich schnell sprachlich assimiliert. Die Mazedonier haben eine eigene Kirche in Pustec (Liqenas), die Aromunen eine in Korça. Kirchenpolitisch von Bedeutung ist nur die griechische Minderheit, zu der im Gebiet zwischen den Städten Gjirokastra, Himara und Saranda etwa 60.000 Menschen gehören. In manchen Gemeinden dieser Region wird die Liturgie auf Griechisch zelebriert. Wo die Gemeinden sprachlich gemischt sind, hat es in den vergangenen Jahren vereinzelt Streitigkeiten wegen der Liturgiesprache gegeben. 1992 hatte sich der Botschafter Rumäniens mit dem Kirchenrat getroffen und ihn von seiner Absicht unterrichtet, eine Zusammenkunft aller aromunischen Vertreter mit Beteiligung rumänischer Geistlicher einzuberufen. Er äußerte den Wunsch, Beziehungen zwischen der albanisch-orthodoxen und der Rumänisch-Orthodoxen Kirche aufzubauen. Die kulturellen Organisationen der Aromunen sind in eine progriechische und eine prorumänische Richtung gespalten.
Bei der Volkszählung 2011 gaben 188.992 Albaner an, der orthodoxen Kirche anzugehören, das ist ein prozentualer Bevölkerungsanteil von 6,75 %. Zum Zeitpunkt der Staatsgründung 1912 galten noch 20 % der Bevölkerung als orthodox.

### Kirchenbau

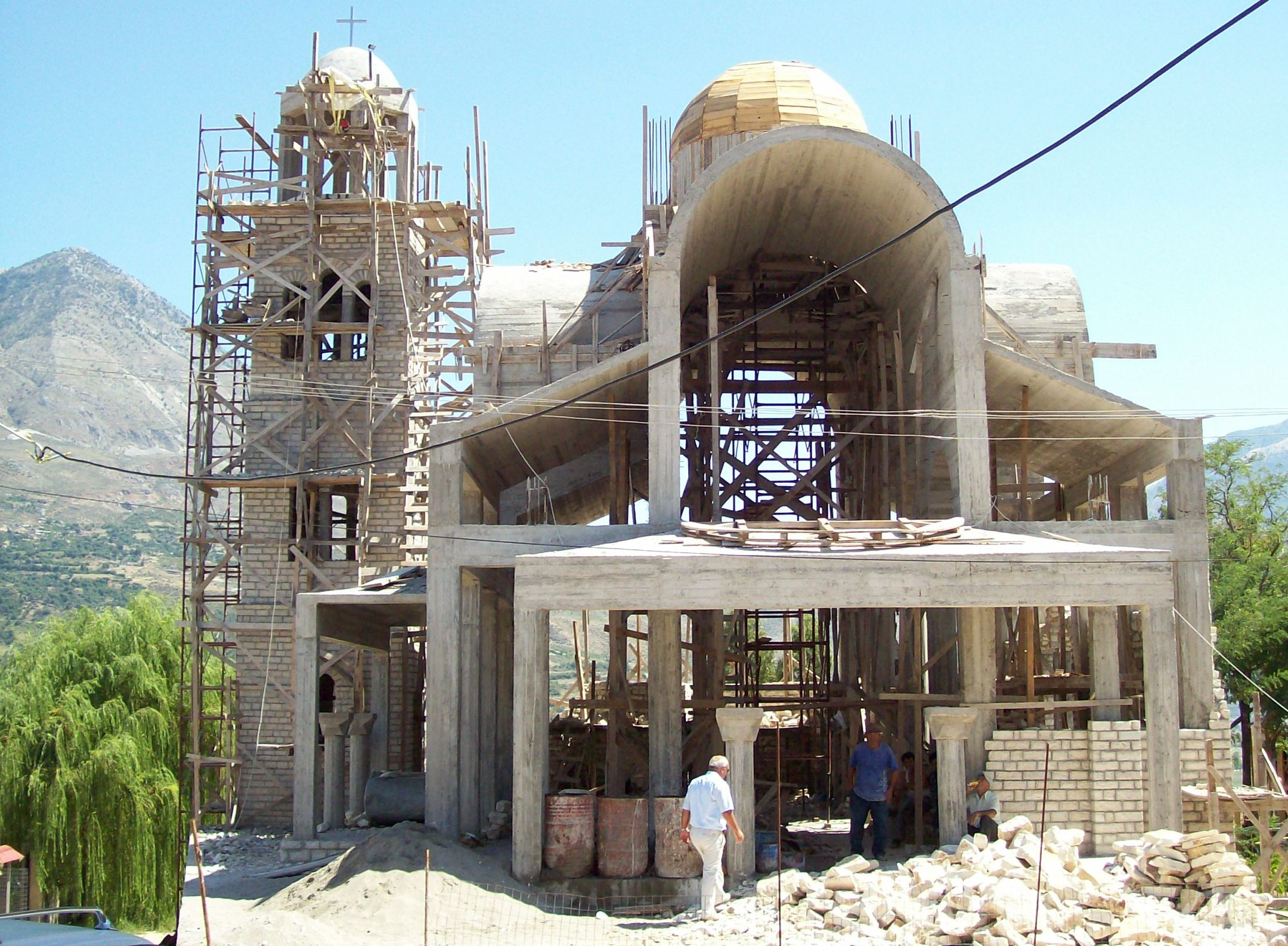
Bau einer neuen Kirche in Tepelena (2006)

Zwischen 1991 und 2001 hat die orthodoxe Kirche fast 300 Gotteshäuser eröffnet. Nur rund 70 Kirchen waren als Gebäude noch vorhanden und schnell wieder nutzbar. 80 neue Kirchen wurden gebaut und bei 140 weiteren größere Reparaturen durchgeführt, was oft sogar den Bau der Zugangswege einschloss. Durch diese Arbeiten mit einem Budget von fünf Millionen US-Dollar jährlich wurde die orthodoxe Kirche in vielen Gegenden zu einem wesentlichen Faktor der wirtschaftlichen Entwicklung. In den ländlichen Regionen Südalbaniens gibt es aber auch noch zahlreiche verfallene Kirchen, darunter einige kulturhistorisch wertvolle Bauten. Aber selbst in den nutzbaren Kirchen gelingt es den Orthodoxen nicht überall, regelmäßige Gottesdienste abzuhalten, zum einen weil es noch immer an Priestern fehlt, zum anderen weil in manchen Orten keine nennenswerten Gemeinden existieren.
Die demographischen Verschiebungen in Albanien haben in den vergangenen Jahren auch zu einem Zuzug tausender Orthodoxer nach Tirana geführt. Deshalb hat die Kirche im Zentrum der Hauptstadt die neue Auferstehungskathedrale (alb. Katedralja e Ngjalljës së Krishtit) gebaut; sie wurde 2012 geweiht. Neben der Kathedrale entstand auch ein Verwaltungsgebäude für den Heiligen Synod.

### Bildung, Medien, Sozialwerke
1992 wurde eine theologische Hochschule eingerichtet, die auch Frauen offensteht. Seit 1996 hat diese Akademie ihren Standort in einem neuen Gebäudekomplex beim Kloster Shën Vlash nahe Durrës. In den Jahren von 1996 bis 2001 gab es 120 Priesterweihen. Fünf albanische Klöster wurden wieder aktiviert, ein Gymnasium gegründet und eine Druckerei eingerichtet. Die Kirche gibt die Monatsschrift Ngjallja, die Kinder-Zeitschrift Gëzohu und für Studenten Fjala sowie das englischsprachige Nachrichtenblatt News from Orthodoxy in Albania heraus. Sie betreibt eine eigene Radiostation und unterhält auch einen holzverarbeitenden Betrieb sowie eine Manufaktur zur Herstellung von Kerzen.
Die orthodoxe Kirche in Albanien beschäftigt sich mit zahlreichen karitativen Aktivitäten. Die meisten davon werden vom kirchlichen Hilfswerk Diaconia Agapes organisiert und unterhalten. Die Kirche betreibt Spitäler, Polikliniken, eine mobile Zahnklinik, Schulen sowie Kindergärten, ist in der Gefängnisseelsorge aktiv und organisiert Hilfe für Obdachlose. Die Verkündigungs-Klinik der orthodoxen Kirche in Tirana gehört zu den besten Krankenhäusern Albaniens. Die diakonischen Aktivitäten der Kirche sind für alle da, ob orthodoxe Christen, katholische Christen, Moslems oder Atheisten. In der Krise von 1997 bot die Kirche 25.000 Leuten Nothilfe, und 1999 versorgte sie über 50.000 Flüchtlinge aus dem Kosovo, wobei für einige Zeit das Priesterseminar geschlossen wurde, damit die Studenten an der Flüchtlingsarbeit teilnehmen konnten.

## Liturgie
In der albanischen Kirche wird der Gottesdienst wie in allen orthodoxen Kirchen im Byzantinischen Ritus gefeiert. An den Sonn- und Werktagen wird die Chrysostomos-Liturgie verwendet, an einigen hohen Festen die Basilius-Liturgie. Liturgiesprache ist das moderne Albanisch. Alle für den Gottesdienst notwendigen Texte wurden in den ersten Jahrzehnten des 20. Jahrhunderts von Fan Noli aus dem Griechischen übertragen. Derzeit ist eine überarbeitete Übersetzung der Chrysostomos-Liturgie aus dem Jahr 1995 in Gebrauch. In den USA werden heute auch Gottesdienste in englischer Sprache gefeiert.

## Ökumene
Die orthodoxe Kirche Albaniens ist als einzige des Landes Mitglied im Ökumenischen Rat der Kirchen. Insofern ist diese Mitgliedschaft für die ökumenischen Beziehungen in Albanien selbst nicht von Bedeutung. Kontakte zwischen den orthodoxen und katholischen Bischöfen finden regelmäßig statt, vor allem besucht man sich an den Feiertagen und tauscht Grußbotschaften aus. Im alltäglichen Leben der christlichen Ortsgemeinden gibt es dagegen kaum Kontakte über die Grenzen der Konfessionen hinweg.
Die evangelischen Kirchen Deutschlands unterstützen die Arbeit des orthodoxen Hilfswerks Diaconia Agapes finanziell.

## Erzbischöfe

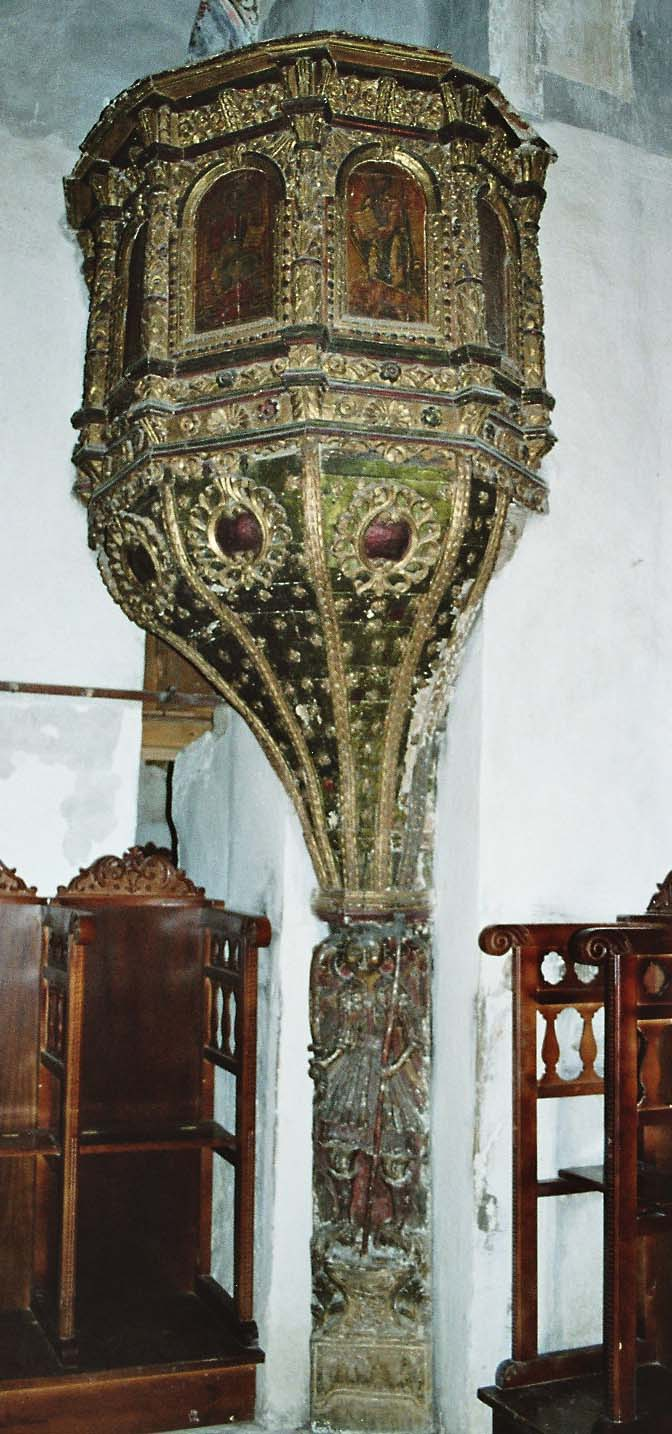
Kanzel (Labova e Kryqit)

- 1928–1936 Visarion Xhuvani
- 1937–1948 Kristofor Kisi
- 1949–1966 Paisi Vodica
- 1966–1973 Damian Kokoneshi
- 1991–2025 Anastasios Yannoulatos
- 2025–aktuell Joan Pelushi[8]